# Ušće Neretve
Ušće rijeke Neretve je Uredbom Vlade Republike Hrvatske od 20. kolovoza 2020. proglašeno zaštićenim područjem, kao posebni ornitološko-ihtiološki rezervat. 
Rezervat se sastoji od četiri dijela: Parila, Galičak I, Galičak II i uvala Blace, a spaja močvarni i morski krajobraz na ušću Neretve, obuhvaćajući obalno kopneno područje kao i područje u moru. Uključuje veliku površinu s caklenjačom (Salicornia), halofilnom biljkom prilagođenom životu u uvjetima visoke koncentracije soli na samom ulazu rijeke Neretve u more, okolnim pličinama i lagunama kao što je uvala Galičak na desnom zaobalju rijeke s okolnim obalnim područjem koje je važno za gniježđenje ptica te jezero Parila s lijeve strane ušća koje je značajno kao odmorište i hranilište za selidbu i zimovanje brojnih vrsta ptica. Rezervat obuhvaća i uvalu Blace s bogato razvijenom zajednicom biljke caklenjača. Dodatna vrijednost ovoga područja je pogodnost za mrijest brojnih vrsta riba zbog zaklona, a laguna Parila i okolna pješčana područja najbogatija su područja novačenja riba i rakova za akvatorij srednje Dalmacije.